# دادستان خون‌آشام
دادستان خون‌آشام (کره‌ای: 뱀파이어 검사; لاتین‌نویسی اصلاح‌شده: Baempaieo Geomsa) یک مجموعهٔ تلویزیونی کره جنوبی با بازی یئون جونگ-هون، لی یونگ-آه و لی وون-جونگ است. این مجموعه داستان دادستانی را بازگو می‌کند که هویت خون‌آشام خود را پنهان می‌کند و یعی می‌کند با قدرت‌های ویژه‌اش پرونده‌ها را حل کند.

## بازیگران

### شخصیت‌های اصلی
- یئون جونگ-هون در نقش مین ته یون، دادستان
- لی یونگ-آه در نقش یو جونگ این، دادستان
- لی وون-جونگ در نقش هوانگ سون بوم، کارآگاه